# Touquettes
Touquettes é uma comuna francesa na região administrativa da Normandia, no departamento Orne. Estende-se por uma área de 10 km². Em 2010 a comuna tinha 93 habitantes (densidade: 9,3 hab./km²).